# Bahnhof Berlin-Marienfelde
Der Bahnhof Berlin-Marienfelde ist ein Berliner S-Bahnhof und ein Güterbahnhof an der Berlin-Dresdener Eisenbahn im Ortsteil Marienfelde des Bezirks Tempelhof-Schöneberg.

## Geschichte

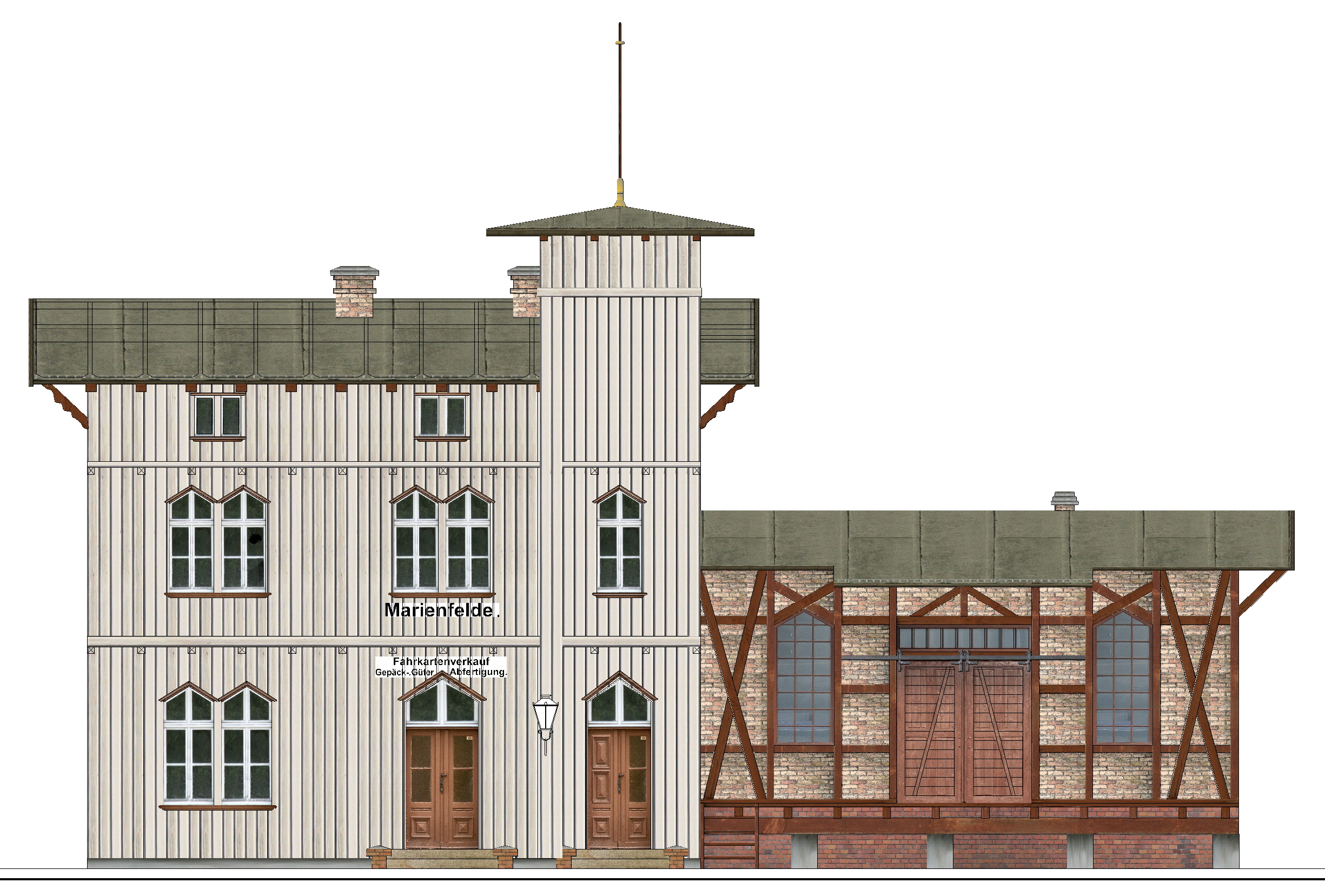
Bahnhof Marienfelde, Rekonstruktion Stand 1889

Der Haltepunkt Marienfelde wurde mit der Dresdener Eisenbahn am 17. Juni 1875 eröffnet. Wenige Monate später, am 15. Oktober 1875, wurde hier auch ein Haltepunkt an der Königlich Preußischen Militär-Eisenbahn vom Berliner Militärbahnhof nach Zossen eingerichtet, der Personenverkehr war aber zunächst nur für Militärangehörige zulässig. Beide Haltepunkte lagen damals weit ab von der Bebauung. Sie gaben den Anstoß zur baulichen Erschließung von Neu-Marienfelde.
Der Haltepunkt der Militäreisenbahn wurde 1892 zu einem Bahnhof mit Kreuzungsmöglichkeit ausgebaut. Der Haltepunkt der Dresdener Bahn wurde 1893 zum Bahnhof erweitert. Der Ausbau mit dem Mittelbahnsteig und Zugang über einen Fußgängertunnel wurde im März 1903 eröffnet. Das Empfangsgebäude und die anderen Gebäude wurden mehrfach erweitert.

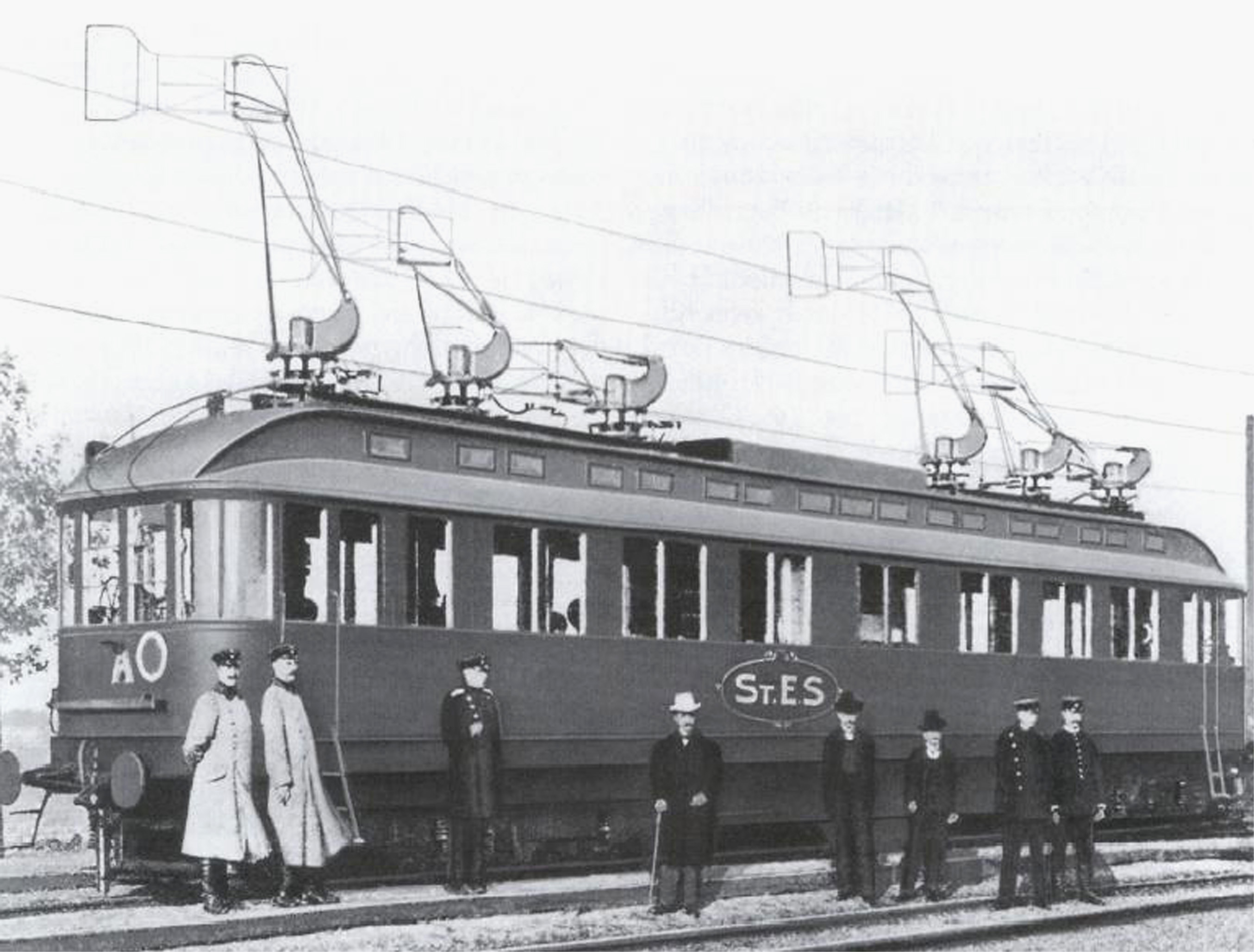
AEG-Drehstromtriebwagen, erreichte 210 km/h, 1903

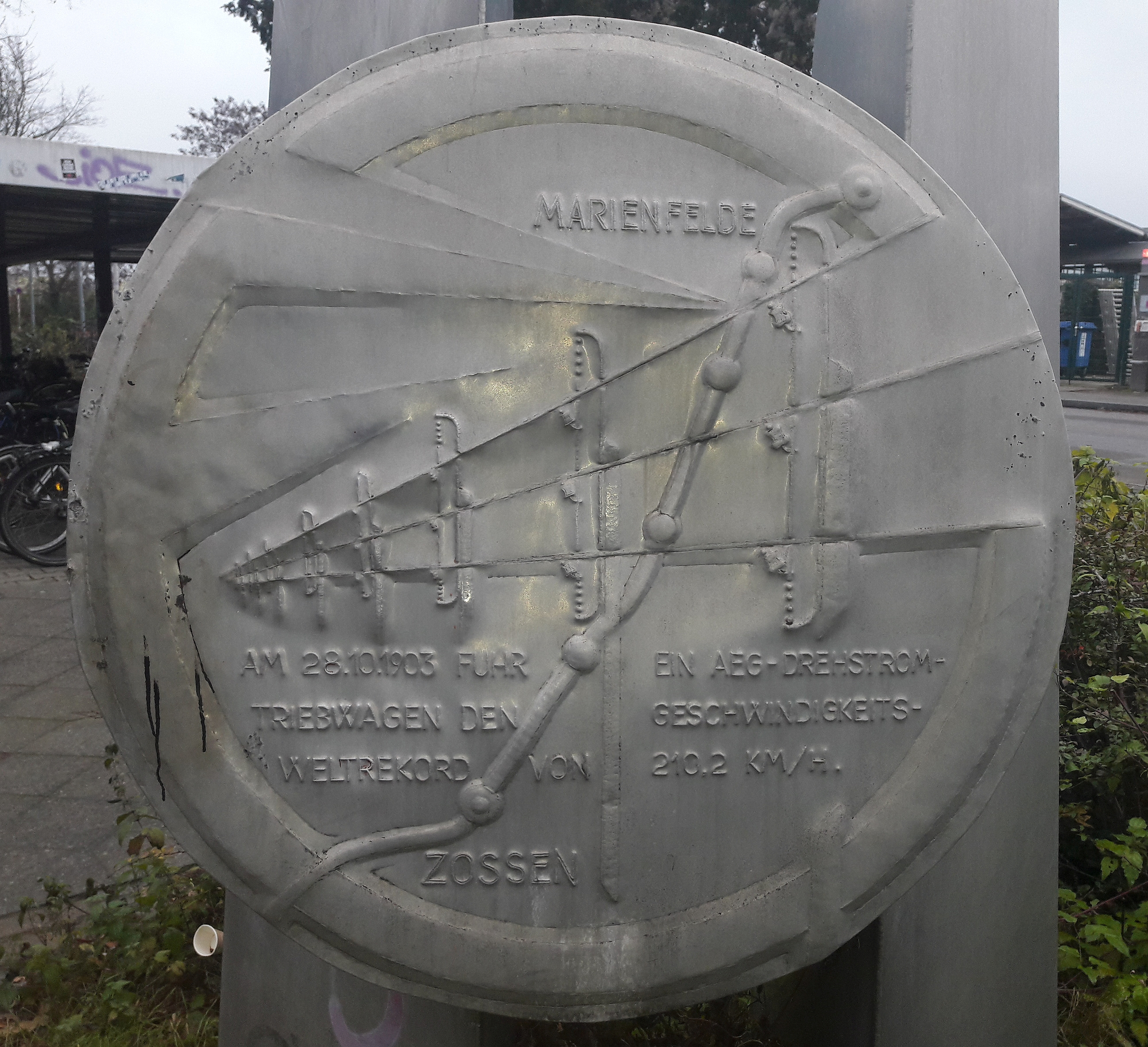
Denkmal zur Erinnerung an den Geschwindigkeitsweltrekord von 1903, 2020

Um 1900 ermöglichten die Fortschritte in der Elektrotechnik mehrere Erprobungsprojekte elektrischer Bahnen im Raum Berlin. Die 1899 gegründete Studiengesellschaft für Elektrische Schnellbahnen richtete auf der Königlich Preußischen Militär-Eisenbahn zwischen Berlin-Marienfelde und Zossen eine Versuchsstrecke für den Betrieb mit Dreiphasenwechselstrom ein. Die Stromzuführung erfolgte über drei übereinander angeordnete Oberleitungen. Auf dieser Strecke wurden zwischen 1901 und 1903 verschiedene Schnellfahrtversuche mit elektrischen Lokomotiven und Triebwagen durchgeführt, die von Siemens & Halske und von der AEG elektrisch ausgestattet wurden. Diese Fahrzeuge wurden mit Drehstrom von 6–14 Kilovolt und variabler Frequenz (25–50 Hz) angetrieben. Am 28. Oktober 1903 stellte der Versuchstriebwagen der AEG mit 210,2 km/h einen neuen Weltrekord auf, der bis 1931 Bestand hatte. Eine Gedenktafel am Bahnhof erinnert heute an diesen Rekord.
Im Mai 1939 wurde der Vorortverkehr auf den elektrischen S-Bahn-Verkehr bis Mahlow umgestellt; im Oktober 1940 wurde der S-Bahn-Verkehr bis Rangsdorf verlängert.
Vom Bahnhof Attilastraße kommend (bis 1992 als Bahnhof Mariendorf benannt) wird der S-Bahn-Verkehr sowie der Fern- bzw. Güterverkehr über eine zweigleisige Gemeinschaftsverkehrsstrecke bis zum Bahnhof Marienfelde geführt. Östlich der Hauptgleise befindet sich ein Güterbahnhof, von dem die Anschlüsse zum Daimlerwerk, zum Gaswerk Mariendorf und weiter südlich gelegenen Anschließern bedient wurden. Vor dem Gaswerksgelände existiert noch die Umschlaganlage des Ölhafens Lankwitz. Ein Ortsgüterbahnhof war auf der Westseite der Hauptgleise angeordnet.
Im Zweiten Weltkrieg wurde das Abfertigungsgebäude teilweise zerstört. Heute gibt es nur noch den Zugang zum Bahnsteig. Nach dem Krieg wurde das zweite Gleis in Richtung Lichtenrade demontiert. Dies wurde erst 1990 wieder aufgebaut, um einen Zehn-Minuten-Takt bis Lichtenrade anbieten zu können.

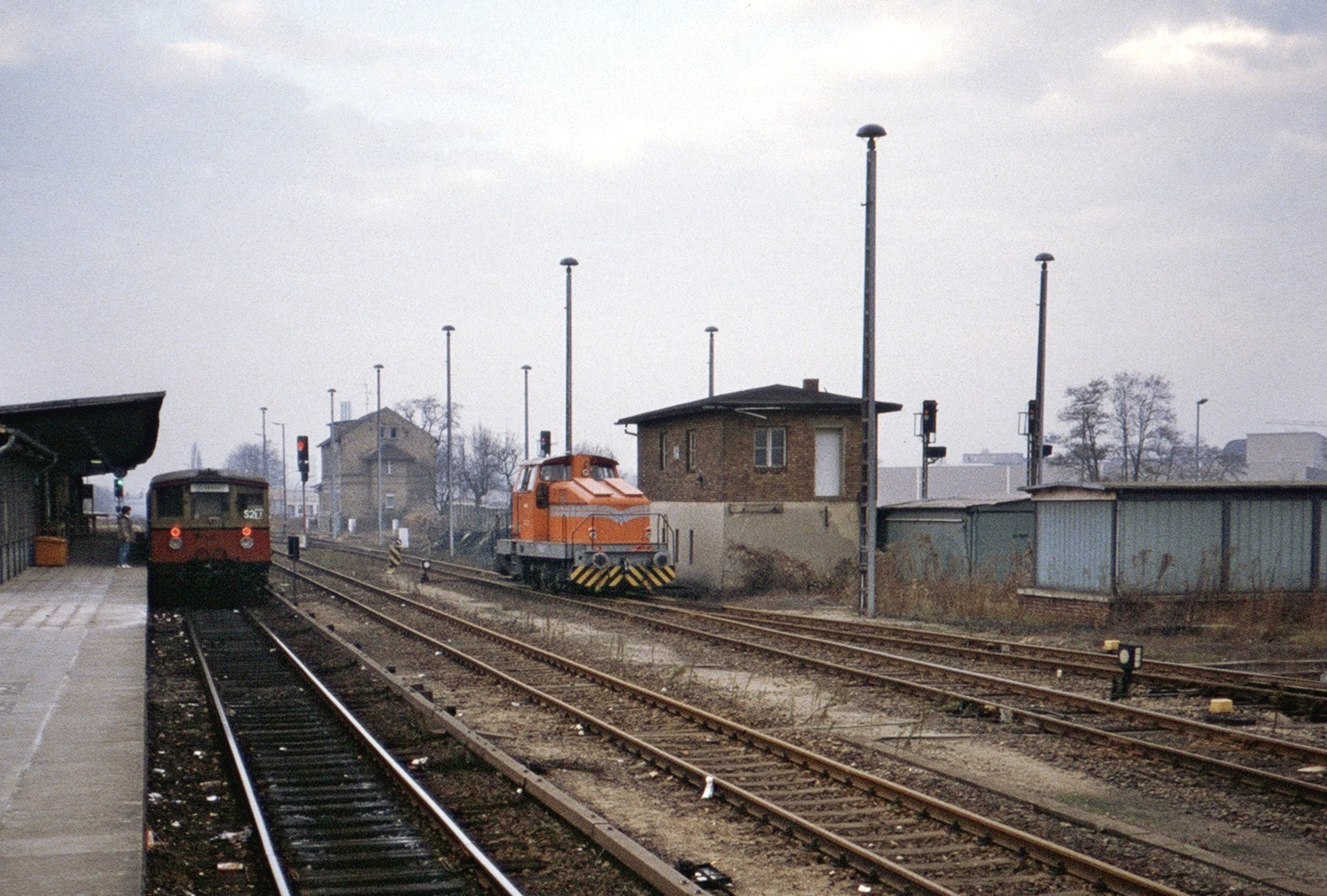
S-Bahnsteig Marienfelde mit S-Bahn-Zug Baureihe 275 der BVG,
rechts das alte Stellwerk Mf,
davor Lok 8 (Typ Henschel DHG 700 C) der GASAG, 1986

Anfang der 1950er Jahre wurde der Güterbahnhof ausgebaut und der Name des Bahnhofs am 1. August 1952 in Berlin-Marienfelde geändert.
Ende der 1970er Jahre wurde der Güterbahnhof erneut modernisiert. Dabei wurde das neue Gleisbildstellwerk Mf südöstlich des Bahnhofs errichtet und am 29. März 1982 in Betrieb genommen.
Nach der deutschen Wiedervereinigung wurde 1992 das Pilzkonzept zum Wiederaufbau der Bahnanlagen in Berlin erarbeitet. Im Zusammenhang mit dem Wiederaufbau der Fernbahngleise der Dresdener Bahn auf Berliner Gebiet erfolgt ein Umbau des Bahnhofs Marienfelde. In diesem Zuge sollte ursprünglich auch ein barrierefreier Zugang zum Bahnsteig realisiert werden. Die Senatsverwaltung berichtete 2013, die Umsetzung sei von 2016 bis 2018 geplant, die Kosten der Maßnahme würden auf 3 Millionen Euro geschätzt. Die Bahn geht von einer Umsetzung im Zeitraum 2021–2023 aus. Inzwischen ist die Herstellung eines barrierefreien Zugangs nicht mehr Teil des Projekts. Im Juni 2017 wurden als erste Maßnahme zusätzliche Weichen eingebaut.
Am 3. April 2018 ging das elektronische Stellwerk Marienfelde in Betrieb. Es steuert die weiterhin im Gemeinschaftsverkehr von S-Bahn und Fernbahn (Güterverkehr) betriebenen Gleisanlagen. Neben dem neuen Zugbeeinflussungssystem ZBS kommt weiterhin die punktförmige Zugbeeinflussung (PZB) zum Einsatz. Der Stellbereich erstreckt sich vom Bahnhof Attilastraße bis zur S-Bahn-Station Blankenfelde.

## Bahnhof der Militärbahn

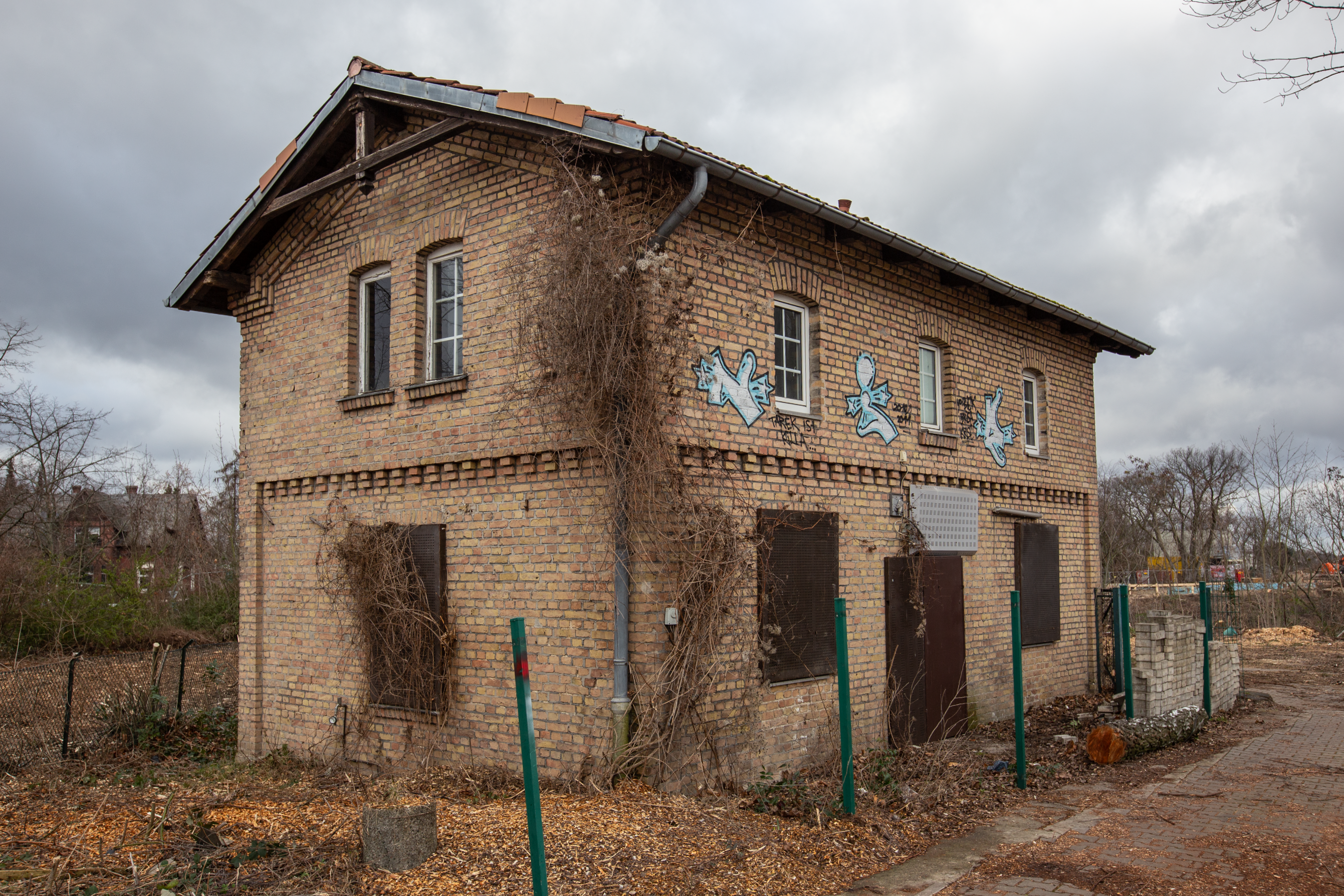
Ehemaliges Wohngebäude des Streckenpersonals am Militärbahnhof Marienfelde von 1888, Bild von 2020

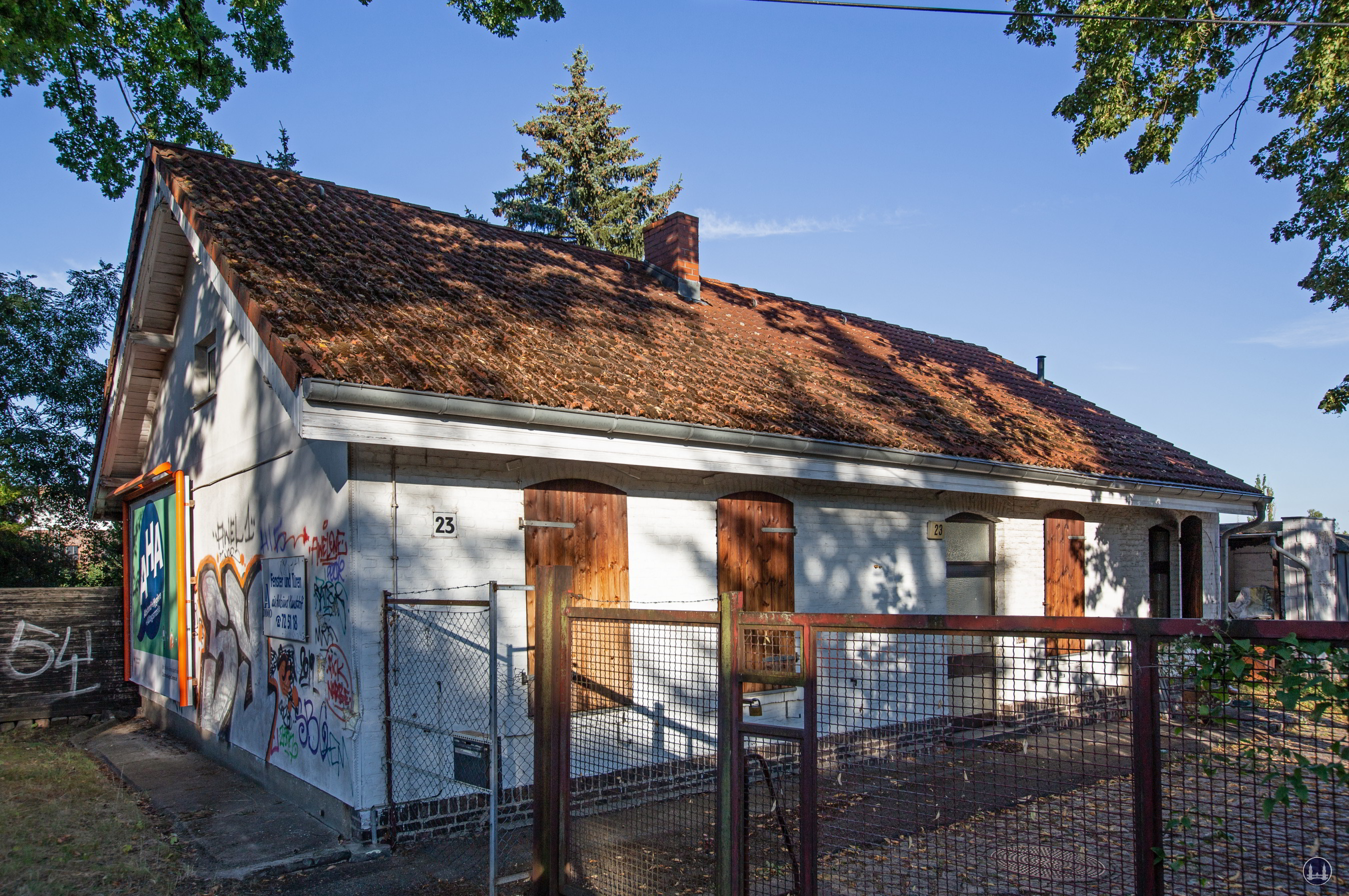
Ehemaliges Empfangsgebäude des Militärbahnhofs Marienfelde von 1893, Bild von 2020

Das Streckengleis der Militärbahn verlief westlich am Empfangsgebäude der Dresdener Bahn im Bereich der heutigen Grünanlage vorbei.
Bereits 1888 wurde ein erstes Stationsgebäude an der Chaussee von Mariendorf nach Großbeeren gebaut, das später als Aufenthaltsgebäude für das Streckenpersonal diente. Im Jahr 1892 wurde rund 600 m weiter südlich des Bahnhofs der Dresdener Bahn ein eigener Bahnhof der Militärbahn eingerichtet, in dem Züge kreuzen und eine Ladestraße bedient werden konnten. Nun wurde auch der öffentliche Verkehr auf der Militärbahnstrecke zugelassen. 1893 wurde dort ein neues Empfangsgebäude mit Güterschuppen gebaut. Für die Drehstrom-Schnellbahnversuche 1901–1903 wurde etwas weiter südlich ein hölzerner Wagenschuppen errichtet, in dem die Schnellbahnwagen für die Versuchsfahrten vorbereitet wurden.
Unmittelbar nordwestlich des inzwischen geschlossenen Bahnübergangs Wehnertstraße entstand im Jahr 1907 eine große Lagerhalle des landwirtschaftlichen Großhändlers Metz & Co., der von der Bahn bedient wurde.
Nach dem Ende des Ersten Weltkriegs wurde die Militärbahn als Truppenteil aufgelöst. Das Streckengleis wurde zwischen Berlin und Zossen stillgelegt, die Bahnhöfe der Militärbahn wurden der staatlichen Eisenbahnverwaltung zugewiesen und für den Güterverkehr genutzt.
Von den Gebäuden der Militärbahn sind zwei Gebäude erhalten geblieben. Nördlich des S-Bahnhofs, kurz vor der Karl-Theodor-Schmitz-Brücke, befindet sich an der Bahnstraße 1 das gelb verklinkerte Wohngebäude des Streckenpersonals der Militäreisenbahn aus dem Jahre 1888. Ein baugleiches Wohngebäude ebenfalls aus dem Jahr 1888 existiert noch am Bahnhof Rangsdorf.
Südlich des S-Bahnhofs ist an der Bahnstraße 23, in Höhe der Einmündung Schomburgstraße, das ehemalige Empfangsgebäude des Militärbahnhofs aus dem Jahr 1893 erhalten geblieben. Beide Gebäude wurde bei einer Bestandsaufnahme der historischen Bausubstanz aus dem Jahr 1984 aufgelistet. Diese Gebäude konnten jedoch bislang noch nicht unter Denkmalschutz gestellt werden.

## Bahnunterführung
Unmittelbar nördlich des Bahnhofs kreuzt die Bundesstraße 101 im Verlauf der Großbeerenstraße und der Marienfelder Allee die Dresdener Bahn. Ursprünglich befand sich an dieser Stelle ein höhengleicher Bahnübergang; nördlich des Bahnübergangs existierte ein Fußgängertunnel.
Ende der 1970er Jahre wurde der Bahnübergang durch eine großzügig angelegte Bahnunterführung mit zwei getrennten Richtungsfahrbahnen und je drei Fahrstreifen pro Richtung ersetzt, die am 13. November 1979 eröffnet wurde. Das Bauwerk erhielt den Namen Karl-Theodor-Schmitz-Brücke, nach dem 1969 verstorbenen ehemaligen Bezirksbürgermeister von Berlin-Tempelhof Karl Theodor Schmitz.
Für den Ausbau der Dresdener Bahn musste die westliche Hälfte dieses erst 40 Jahre alte Brückenbauwerk abgerissen und um wenige Meter verbreitert neu gebaut werden, ohne dass die Umsteigesituation zwischen S-Bahn und Busverkehr verbessert wurde. Die Abrissarbeiten des westlichen Teils der Stahlbetonbrücke, auf dem die S-Bahngleise lagen, begannen im Oktober 2020.

## Anbindung

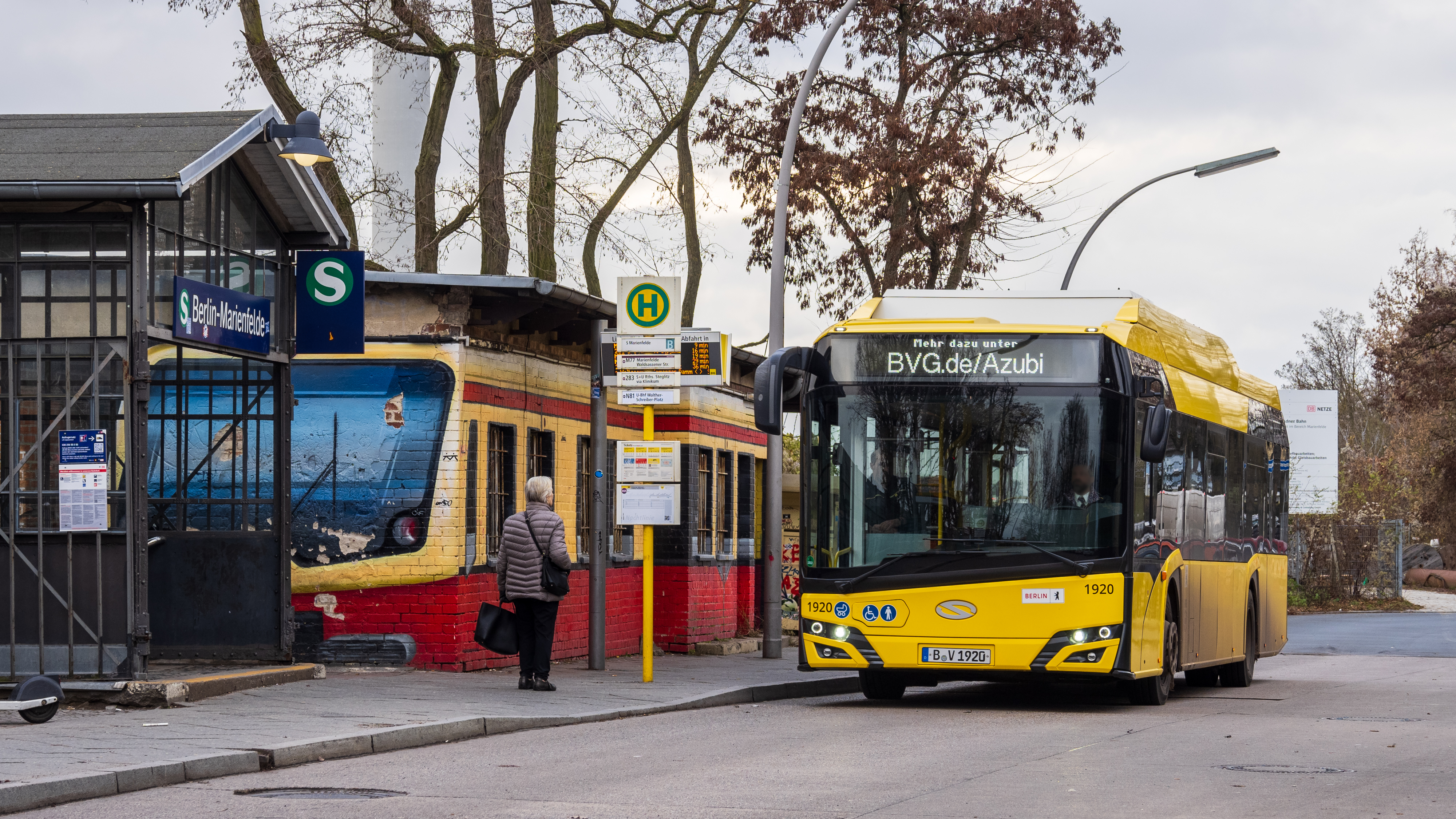
S-Bahn-Station und Bushaltestelle Berlin-Marienfelde

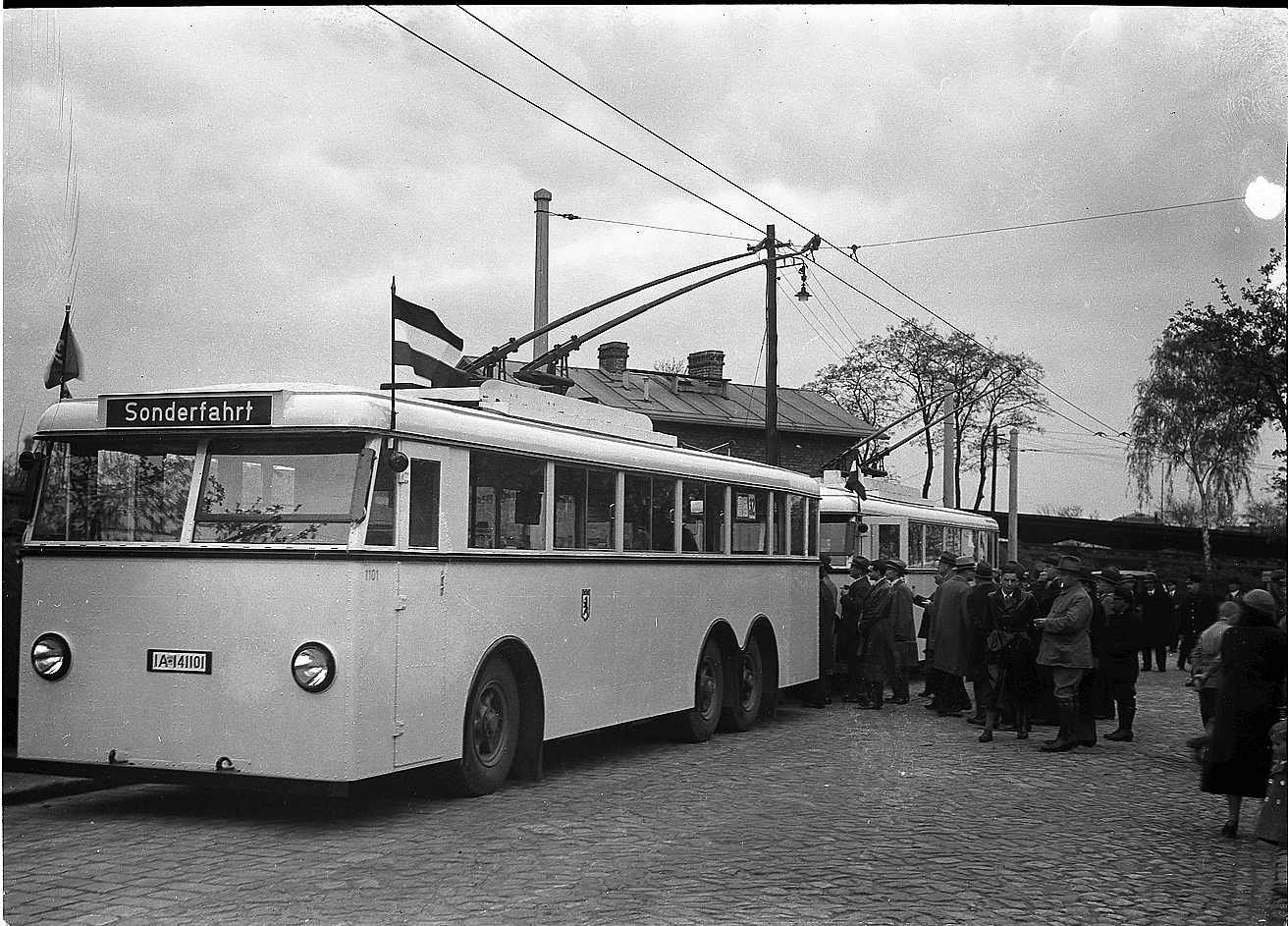
O-Bus am Bahnhof Marienfelde, 1935

Der S-Bahnhof wird von der Linie S2 der Berliner S-Bahn bedient und zählte 2006 rund 8000 Fahrgäste täglich.
Bislang ist der S-Bahnhof noch nicht behindertengerecht mit Personenaufzügen oder Rolltreppen zugänglich, obwohl er durch die Busanbindung ein höheres Umsteigeaufkommen aufweist.
Durch drei Buslinien sind große Teile von Marienfelde mit diesem Bahnhof verbunden. Die Busse müssen dazu von der Großbeerenstraße bzw. Marienfelder Allee in die Bahnstraße abbiegen, halten nach einer Wende am Zugang zum Bahnsteigtunnel und fahren wieder zur Großbeerenstraße bzw. Marienfelder Allee zurück. Das planerische Ziel, die Umsteigesituation durch Verschiebung des S-Bahnsteigs zur Brücke bzw. sogar über die Brücke zu verbessern und damit auch die Fahrzeiten der Buslinien zu verkürzen, konnte auch im Rahmen des Ausbaus der Dresdener Bahn mit dem Neubau der Bahnunterführung nicht umgesetzt werden.
Zwischen 1935 und 1965 endete am Bahnhof Marienfelde die O-Bus-Linie A32.
Eine Haltemöglichkeit für Regionalbahnzüge wird am Bahnhof Marienfelde nicht eingerichtet. Von der Politik wird seit mehreren Jahren der Bau eines neuen S-Bahnhofs Kamenzer Damm rund 1,3 km weiter nördlich und die Einrichtung eines Regionalbahnhofs am rund 1,8 km weiter südlich gelegenen S-Bahnhof Buckower Chaussee gefordert. Beide Vorhaben können aber nach Aussagen der Deutschen Bahn und der zuständigen Senatsverwaltung erst nach Fertigstellung der Dresdner Bahn begonnen werden.
| Linie | Verlauf | Takt   |
| ----- | --- | ------ |
|       | Bernau – Bernau-Friedenstal – Zepernick – Röntgental – Buch – Karow – Blankenburg – Pankow-Heinersdorf – Pankow – Bornholmer Straße – Gesundbrunnen – Humboldthain – Nordbahnhof – Oranienburger Straße – Friedrichstraße – Brandenburger Tor – Potsdamer Platz – Anhalter Bahnhof – Yorckstraße – Südkreuz – Priesterweg – Attilastraße – Marienfelde – Buckower Chaussee – Schichauweg – Lichtenrade – Mahlow – Blankenfelde | 10 min |